# Re-Traced
«Re-Traced» — мини-альбом группы Cynic, вышел 17 мая 2010 года на лейбле Season of Mist. В диск вошли четыре реинтерпретации песен с альбома группы Traced in Air и один новый трек.

## Список композиций
1. Space (реинтерпретация The Space for This) – 5:14
2. Evolutionary (реинтерпретация Evolutionary Sleeper) – 4:25
3. King (реинтерпретация King of Those Who Know) – 4:54
4. Integral (реинтерпретация Integral Birth) – 3:51
5. Wheels Within Wheels – 4:44

## Участники записи
- Пол Масвидал – вокал, гитара, гитарный синтезатор
- Шон Рейнерт – ударные, перкуссия, клавишные
- Робин Зиелхорст  – бас-гитара
- Таймон – соло-гитара
- Уоррен Рикер – сведение
- Маор Аппельбаум – мастеринг